# Boeing 7J7
O Boeing 7J7 foi um avião comercial de curto-médio alcance proposto pela americana Boeing na década de 1980. Teria capacidade para 150 passageiros e foi apresentado como sucessor do bem-sucedido Boeing 727. Foi inicialmente planejado para entrar em serviço em 1992. A aeronave foi concebida para ser um avião de alta eficiência de combustível trazendo novas tecnologias, mas seu projeto foi cancelado após a queda do preço do petróleo durante a década de 80.

## Projeto e desenvolvimento
O 7J7 foi planejado para incluir tecnologia e eletrônicos avançados, tais como:
- sistema de controle de voo fly-by-wire da Bendix
- glass cockpit da Honeywell utilizando LCDs
- suíte de aviônicos avançados[1]
- amplo uso de materiais compósitos como a fibra de carbono[1]
- dois motores propfan GE36 UDF.[1]

A soma de todas estas características prometiam uma eficiência no consumo de combustível em mais de 60% se comparado a qualquer aeronave de seu porte da época. A "eficiência" era o tema chave. O 7J7 teria dois corredores na configuração de assentos "2+2+2", fornecendo uma cabine espaçosa sem precedentes para sua classe, com nenhum passageiro estando a mais de um assento do corredor.

### Parceria estrangeira
Foi também sem precedentes sua parceria com o Japão, tendo uma fatia de 25% na produção industrial da aeronave. Os clientes em potencial estavam preocupados com a manutenção e o ruído dos motores propfan. A Boeing cancelou o 7J7 em 1987 e concentrou seus recursos em desenvolvimentos do 737 e 757.
O cancelamento do projeto iniciou uma nova era de cooperação entre fornecedores japoneses e a Boeing. As empresas japonesas contribuíram em grandes percentis dos projetos subsequentes da Boeing (cerca de 15% no 767 e 25% do 777).
A indústria japonesa continua a ser um parceiro primário no Boeing 787.

### Competição
Competindo com o 7J7 pelo interesse das empresas aéreas, havia o McDonnell Douglas MD-94X, também motorizado com propfans e o Airbus A320. O A320 incorporou várias tecnologias avançadas semelhantes, mas manteve os motores turbofan convencionais. O 737NG e o 777 incorporaram muitas das melhorias propostas no 7J7.